# Nicolás Leoz
Nicolás Leoz Almirón, född 10 september 1928 i Pirizal i departementet Presidente Hayes i Paraguay, död 28 augusti 2019 i Asunción, var en paraguayansk-colombiansk fotbollsfunktionär som var president för det sydamerikanska fotbollskonfederationen Conmebol mellan 1986 och 2013.
Leoz avlade en juristexamen och en examen i samhällsvetenskap vid Universidad Nacional de Asunción. Innan han blev president var han lärare i historia (1950–1962), chef för företag inom aluminium och boskap, sportjournalist i radio och dagspress, chef för juridikavdelningen vid det paraguayanska basketförbundet Confederación Paraguaya de Básquetbol (1957–1977), president för den paraguayanska fotbollsklubben Club Libertad (1968–1977), president för det paraguayanska fotbollsförbundet Asociación Paraguaya de Fútbol (1971–1973, 1979–1985), vice president för Conmebol (1972–1974, 1980–1986) och Sydamerikas representant i Fifas exekutiva kommitté (1998–2013).
I november 2010 avslöjade TV-programmet Panorama att Leoz hade tagit emot mutor på uppemot 730 000 amerikanska dollar i syfte att ge ut TV-rättigheter för världsmästerskap i fotboll för herrar till International Sport and Leisure på 1990-talet. Den 23 april 2013 avgick han som president för Conmebol och avsade sig sin plats i Fifa:s exekutiva kommitté på grund av hälsoskäl. 2015 briserade den stora mutskandalen inom Fifa efter att USA:s justitiedepartement presenterade sin utredning rörande påstådda mutor vid försäljningar av medie- och marknadsföringsrättigheter till Fifa-sanktionerade fotbollsmästerskap. USA fann att Leoz hade tagit emot mutor vid försäljningar av just dessa och utfört penningtvätt. I juni placerades han i husarrest i väntan på att kunna bli utlämnad till USA men innan det kunde verkställas avled han.